# Lijst van hoogste gebouwen van Leeuwarden
Hieronder volgt een lijst met hoogste gebouwen in de stad Leeuwarden. Het hoogste gebouw is de Achmeatoren, het drieëntwintigste hoogste gebouw van Nederland.
|       | Naam                                                                                    | Hoogte | Afbeelding                |
| ----- | --------------------------------------------------------------------------------------- | ------ | ------------------------- |
| 1     | Achmeatoren                                                                             | 115 m  | Achmeatoren               |
| 2     | Sint-Bonifatiuskerk                                                                     | 85 m   | Sint-Bonifatiuskerk       |
| 3     | Avéro-toren                                                                             | 77 m   | Avéro-toren               |
| 4     | Sint Dominicuskerk                                                                      | 65 m   | Sint Dominicuskerk        |
| 5     | Avéro-residentie                                                                        | 57 m   | Avéro-toren               |
| 6     | Het Verlaat (voormalig GIRO-, Postbank-, ING-kantoor wordt herontwikkeld voor bewoning) | 55 m   | Postbank                  |
| 7     | Zuiderplantage                                                                          | 51 m   | Zuiderplantage            |
| 8     | WTC-hotel                                                                               | 48 m   | WTC-hotel                 |
| 9     | Ee-burg                                                                                 | 47 m   | Ee-burg                   |
| 10    | Vitens                                                                                  | 46 m   | Vitens-kantoor            |
| 11/12 | Friesland Bank                                                                          | 42 m   | Friesland Bank            |
| 11/12 | Provinciehuis                                                                           | 42 m   | Het Provinciehuis         |
| 13/14 | Oldehove                                                                                | 40 m   | Oldehove                  |
| 13/14 | Schranseind                                                                             | 40 m   | Schranseind               |
| 15    | Aquastate                                                                               | 36 m   | Aquastate                 |
| 16/17 | Crystalic Business Center                                                               | 35 m   | Crystalic Business Center |
| 16/17 | Vuurdoornstraat                                                                         | 35 m   | Vuurdoornstraat           |

In de bovenstaande lijst ontbreken anno oktober 2023 de in de jaren 1950 en 1960 gebouwde galerijflats die twaalf verdiepingen tellen en in woonwijken als Bilgaard en Vrijheidswijk zijn te vinden. De exacte hoogte van die flats is niet bekend, maar ze zijn naar schatting ongeveer 42 meter hoog. Een aantal van deze flatgebouwen is sinds het jaar 2000 gesloopt. Ook de galerijflats van tien verdiepingen aan de Eikenstraat ontbreken in de lijst.
De richtlijnen voor hoge gebouwen in de buurt van militaire vliegvelden is gelijkgetrokken met die van gewone vliegvelden. Een en ander houdt in dat binnen een straal van vier kilometer van het vliegveld geen gebouwen boven de 45 meter gebouwd mogen worden. Dit betekent dat er in de binnenstad van Leeuwarden waarschijnlijk geen hoge gebouwen meer gebouwd kunnen worden, tenzij er al een gebouw gepland stond (dat valt buiten de nieuwe richtlijnen omdat de vergunning al was verleend, op grond van de oude richtlijnen).

## Toekomstige hoge gebouwen
| Naam                | Hoogte                            | Oplevering | Status          |
| ------------------- | --------------------------------- | ---------- | --------------- |
| Spoordok            | 3x 70m / 1x 46m / 3x 40m / 2x 30m |            | In ontwikkeling |
| Woontoren Dammelaan | 50m                               |            | In ontwikkeling |
| Het Baken           | 40m                               |            | In ontwikkeling |